# Видеоблог
Видеобло́г (сокращённо влог [англ. vlog, от video blog или video log]) — форма блога, в котором средством передачи информации является видео.
Видеоблог является формой веб-телевидения. Записи в видеоблогах сочетают встроенное видео или видеосвязь с поддержкой текста, изображений и других метаданных. Записи могут быть сделаны в виде одного блока или состоять из нескольких частей. Основным сервисом распространения видео в данном формате является платформа YouTube. Видеоблоги часто используют преимущества веб-синдикации для обеспечения распространения видео через Интернет с использованием форматов синдикации (RSS или Atom) для автоматической агрегации и воспроизведения на мобильных устройствах и персональных компьютерах (см. «подкастинг»).

## История
2 января 2000 года Адам Контрас отправил видеозапись в блог, имея целью информирование своих друзей и семьи о своём движении через всю страну до Лос-Анджелеса в поисках шоу-бизнеса, что стало первым сообщением такого рода, и что позже стало самым продолжительным видеоблогом в истории. В ноябре того же года Адриан Майлз наложил видео меняющегося текста на неподвижное изображение, придумав термин vlog для ссылки на свой видеоблог. В 2004 году Стив Гарфилд запустил свой собственный видеоблог и объявил этот год «годом видеоблога». В борьбе за выполнение этого прогноза Майлза и Гарфилда к ним вскоре присоединились их онлайн коллеги Джей Дедман, Питер Ван Дийк, Андреас Хогстрап Педерсен и Кристоф Баутен, создав группу на Yahoo! Groups, посвящённую видеоблогам.
Сильный рост популярности видеоблогов возник начиная с 2005 года. На сайте Yahoo! численность группы Videoblogging резко возросла в 2005 году. Самый популярный на сегодняшний день сайт обмена видео YouTube был основан в феврале 2005 года. К июлю 2006 года он стал пятым по популярности среди самых популярных веб-сайтов со 100 миллионами просмотров видео ежедневно и 65 тысячами новых добавлений в день.
Многие системы управления содержимым с открытым кодом обеспечили включение видеоинформации в контент, позволяя блогерам создавать и администрировать свои собственные сайты видеоблогов. Кроме того, соединение мобильных телефонов с цифровыми камерами позволило публиковать видео-контент в интернете почти сразу же как он был записан.
С 2013 по 2019 год самым популярным на YouTube был аккаунт шведского блогера Феликса Чельберга, более известного под псевдонимом Пьюдипай. 15 апреля 2019 года на первое место вышел индийский канал «T-Series». В мае 2019 года «T-Series» первым в истории видеохостинга набрал 100 миллионов подписчиков.
В 2010-е годы широкое распространение в видеоблогах получили челленджи, некоторые исследователи выделяют даже особый тип видеоблога, полностью посвящённого им.

## Видеоблоги в России
С момента запуска русскоязычной локализации YouTube в 2007 году на сервисе стал развиваться видеоблогинг на русском языке. На сегодняшний день самым популярным русскоязычным каналом является «Get Movies» (на октябрь 2021 года — 36,3 миллионов подписчиков). Кроме того со временем в русскоязычной локализации YouTube хаотичный видеоблогинг получил градацию каналов по интересам. К примеру, вышеуказанный канал «Get Movies» является каналом развлекательного содержания, есть также популярные каналы о мотоциклетной технике, такие как «Explosive Mike», каналы об электронике «Wylsacom» и «Плюс минус — Честные обзоры игровых девайсов», блоги на обзоры видеоигр «TheBrainDit», и «MasterChy». Появилось множество политических видеоблогеров и каналов данной тематики, которые пользуются у аудитории большой популярностью, набирающие популярность молодые каналы, посвященные музыке, к примеру «Дети поют» и «Музыкант вещает».
По данным на 2016 год, доходы видеоблогеров с аудиторией менее 1 млн подписчиков составляют от 100 000 до 500 000 рублей[уточнить], с 1 млн подписчиков и более — от 200 000 до 1,5 млн рублей. В комплексе с аккаунтами в Instagram и «ВКонтакте» с более чем 1 млн подписчиков доходы блогера могут составлять от 10 до 20 млн рублей. Общий объём рекламного рынка русскоязычного YouTube достигает 1,5 млрд рублей.

## Важнейшие события в сфере видеоблогов
- 2005, январь — первая конференция видеоблогеров проводится в Нью-Йорке[26].
- 2006, ноябрь — первое ежегодное награждение видеоблогеров проводится в Сан-Франциско[27].
- 2007, май и август — «Уолл-стрит джорнэл» помещает бабушку[28] на первой странице персонального раздела журнала[29]. В августе она представлена в Новостях ABC, тем самым показывается, что пожилые люди теперь вовлекаются в мировое онлайн видео[30].
- 2010, ноябрь — сделано сообщение о фильме, полностью выполненном путём объединения видеоблогов от реальных людей и виртуальных аватаров (VLOGGERthemovie.net); он должен был быть выпущен в 2011 году[31].